# SC Dynamo Berlin

Logo des SC Dynamo Berlin

Der SC Dynamo Berlin war ein DDR-Sportclub, der von 1954 bis 1991 existierte. Er war ein Zentrum leistungssportlicher Förderung der Sportvereinigung Dynamo (Sportvereinigung des Ministeriums des Innern/Polizei und des Ministeriums für Staatssicherheit).

## Sportartenspektrum

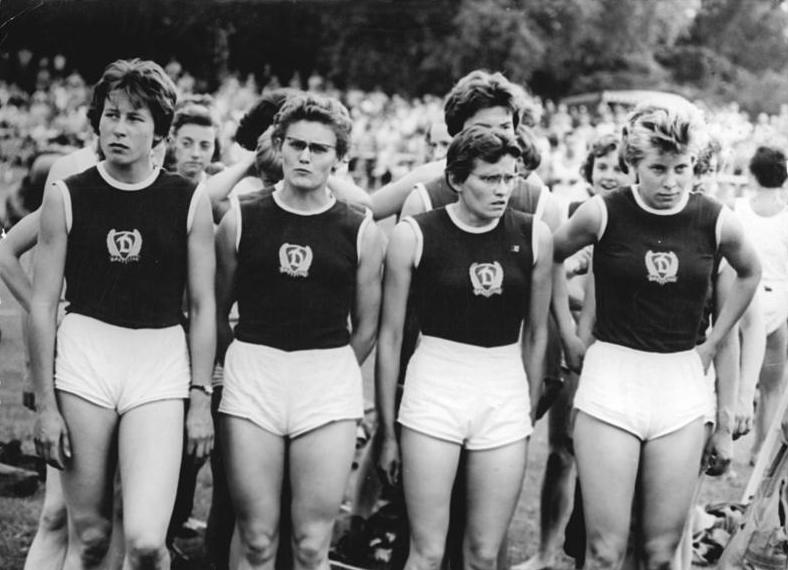
Die 4-mal-100-Meter-Staffel nach dem Gewinn der DDR-Meisterschaft 1958 von links nach rechts: Mayer, Birkemeyer, Stubnick, Lehmann

Das Sportartenspektrum war besonders in den 1950er und 1960er Jahren sportpolitisch motivierten Änderungen unterworfen. In den 1980er Jahren gab es im SC Dynamo Berlin die Sektionen Handball, Leichtathletik, Schwimmen, Turnen, Radsport, Eisschnelllauf, Eiskunstlauf, Eishockey, Fechten, Rudern, Boxen und Volleyball. Die Sektion Judo wurde 1966 in den SC Dynamo Hoppegarten eingegliedert. Die Sektion Fußball wurde 1966 ausgegliedert, es entstand der Fußballclub Berliner FC Dynamo.

## Ansiedlung
Der SC Dynamo Berlin nutzte einen großzügigen, noch heute existierenden Sportkomplex in Berlin-Alt-Hohenschönhausen, das sogenannte Sportforum (auch Dynamo-Sportforum) mit Leichtathletikstadion, Turnhallen, Schwimmhalle, Rollschuhbahn, Eishockeyhalle, Eiskunstlaufhalle, Eisschnelllaufbahn, und Radrennbahn.

## Erfolge
Der SC Dynamo hat zahlreiche bekannte Sportler hervorgebracht, so Christoph Höhne (Leichtathletik – Olympiasieger im Gehen), Ilona Slupianek-Briesenick (Leichtathletik – Olympiasiegerin im Kugelstoßen), Karin Janz (Olympiasiegerin im Turnen), Axel Peschel (Radsport – Sieger der Friedensfahrt), die Eishockeyspieler Joachim Ziesche und Dietmar Peters, die Olympiasiegerin im Eisschnelllauf Helga Haase, die Olympiasiegerin im Schwimmen, Barbara Krause, den Volleyball-Weltauswahlspieler Günther Thomae und die Volleyball-Nationalspielerinnen Christine Mummhardt, Maike Arlt, Monika Beu, Susanne Lahme, Ute Langenau, Grit Jensen-Naumann, Ines Pianka und Ariane Radfan.

## Abzeichen
Das Abzeichen des SC Dynamo Berlin, welches es auch in gestickter Form für den Trainingsanzug gab, zeigt das Logo der Sportvereinigung Dynamo auf rotem gekörnten Grund mit dem verschlungenen D. Dieses wird beidseitig von je einem Lorbeerzweig flankiert. An der unteren Spitze des Abzeichens ist auf schwarzem Grunde der Schriftzug Sportclub zu lesen. Die Rückseite des Abzeichens ist glatt und zeigt eine waagerecht verlötete Broschiernadel.

## Nach der DDR
Mit dem Beginn der Wende in der DDR 1989 und der Auflösung des MfS, fiel auch die hauptsächliche Unterstützung für Dynamo weg. Daher wurde der SC Dynamo Berlin am 21. März 1990 in 1. Polizei-Sportclub (PSC) Berlin umbenannt, der dabei die zwölf Sektionen Boxen, Eiskunstlauf, Eisschnelllauf, Fechten, Handball, Judo, Leichtathletik, Radsport, Rudern, Schwimmsport, Turnen, Volleyball übernahm. Zeitgleich machte sich die ehemalige Sektion Eishockey des SC Dynamo als EHC Dynamo Berlin selbstständig. Träger beider Clubs wurde das Ministerium für Innere Angelegenheiten, als Clubvorsitzender des PSC fungierte Harold Dimke.
Im weiteren Verlauf wurde der PSC am 23. April 1990 in 1. SC Berlin umbenannt, aus dem im Dezember 1990 bzw. Januar 1991 der SC Berlin als Rechtsnachfolger hervorging. Auch von den übernommenen Sektionen machten sich in der Folge einige selbstständig: Die Handballer gründeten den HC Preußen Berlin, Judoka und Budosportler 1996 den Budoverein SC Dynamo Hoppegarten e. V., die Volleyball-Männer wechselten zum SCC Berlin, die Volleyball-Frauen hingegen zum CJD Berlin.